# Place du Général-Monclar
La place du Général-Monclar est une voie située dans le quartier Saint-Lambert dans le 15e arrondissement de Paris.

## Situation et accès
La place du Général-Monclar se situe au croisement des rues de Vouillé, Saint-Amand et Castagnary. 
Elle est desservie à proximité par la ligne 13 à la station Plaisance.

## Origine du nom

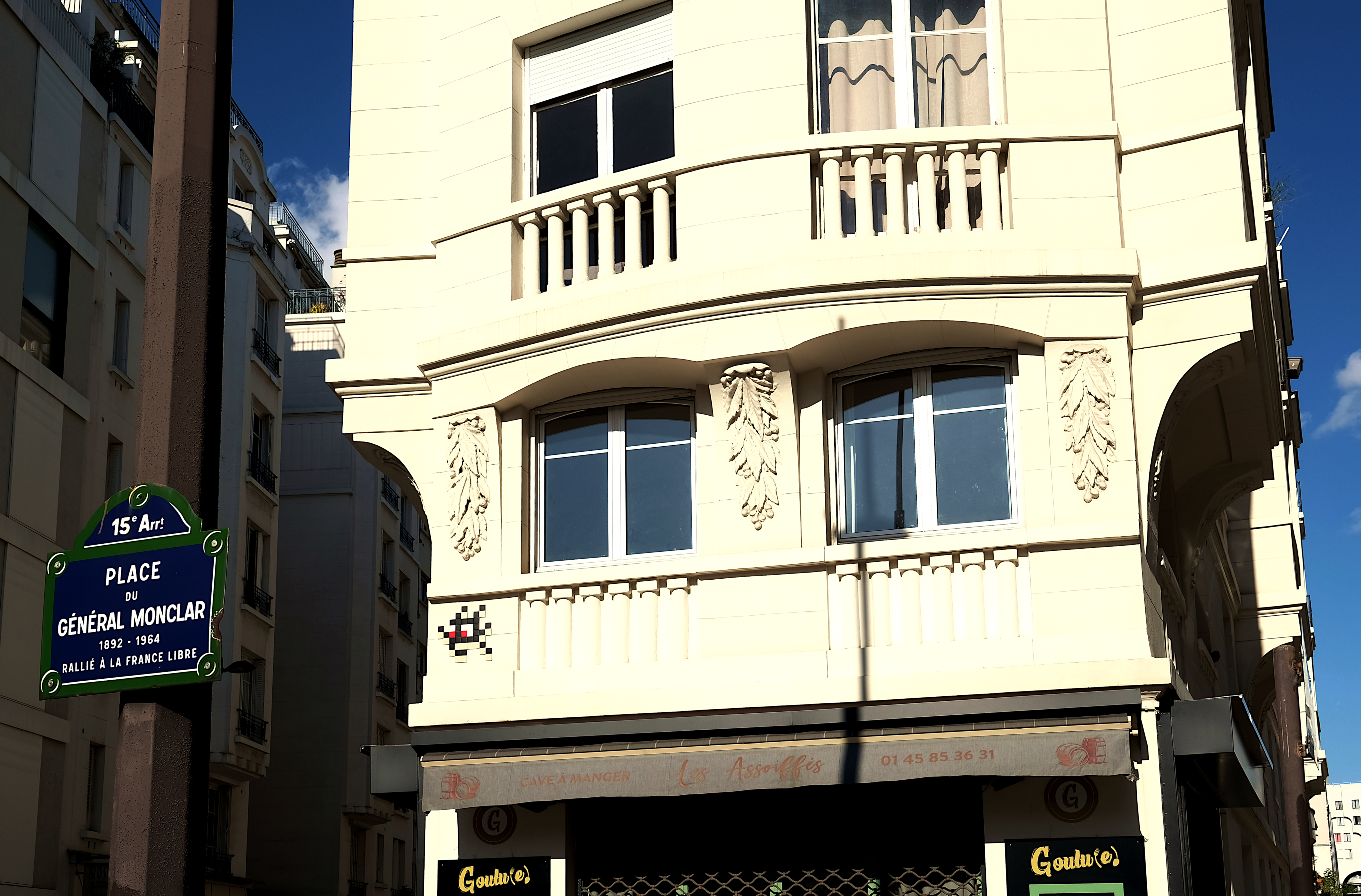
Place du Général-Monclar.

Cette place rend honneur au général de Corps d'armée Raoul Magrin-Vernerey, dit le général Monclar, pseudonyme adopté dans F.F.L.(1892-1964) qui s’est illustré durant les Première et Seconde guerres mondiales, et particulièrement dans les rangs des Forces françaises libres. Après-guerre, il prend le commandement du Bataillon français de l'ONU en Corée, avec le grade de lieutenant-colonel.

## Historique
Cette place a été créée et a pris son nom actuel en 1979 en englobant une partie de la rue Georges-Pitard.